# Petro Holinej

Wappen von Petro Holinej

Petro Holinej (ukrainisch Петро Голіней, wiss. Transliteration Petro Holinej; * 12. Juli 1973 in Dobrotiw, Oblast Iwano-Frankiwsk, Ukrainische SSR) ist ein ukrainischer griechisch-katholischer Geistlicher und Weihbischof in Kolomyia.

## Leben
Petro Holinej studierte von 1991 bis 1996 Philosophie und Katholische Theologie am Theologisch-Katechetischen Institut in Iwano-Frankiwsk. Dort erlangte er ein Diplom im Fach Katholische Theologie und einen Abschluss als Religionslehrer. Am 9. April 1992 wurde Holinej in der Christkönigskirche in Iwano-Frankiwsk durch den Bischof von Iwano-Frankiwsk, Sofron Dmyterko OSBM, zum Diakon für die Eparchie Iwano-Frankiwsk geweiht. Er wurde am 20. April 1993 in den Klerus der mit gleichem Datum errichteten Eparchie Kolomyia-Tscherniwzi inkardiniert. Als Diakon koordinierte er den Wiederaufbau der pfarrlichen Organisation im Rajon Tscherniwzi und von 1996 bis 1998 wirkte er in der Pfarrei in Deljatyn. Am 29. November 1998 empfing er in der Mariä-Geburt-Kirche in Deljatyn durch den Bischof von Kolomyia-Tscherniwzi, Pawlo Wassylyk, das Sakrament der Priesterweihe für die Eparchie Kolomyia-Tscherniwzi (ab 2017: Eparchie Kolomyia).
Nach der Priesterweihe war Holinej als Pfarrvikar in Deljatyn tätig, bevor er 2014 Dechant des Dekanats Jaremtsche wurde. Zudem fungierte er von 2000 bis 2014 als Jugendseelsorger im Dekanat Jaremtsche und von 2003 bis 2016 unterrichtete er Geschichte an einer staatlichen Schule in Deljatyn. Ein Studium der Geschichtswissenschaft an der Nationalen Wassyl-Stefanyk-Universität der Vorkarpaten in Iwano-Frankiwsk schloss er 2001 mit einem Diplom ab sowie weiterführende Studien im Fach Katholische Theologie am Päpstlichen Theologischen Institut in Warschau im Jahr 2010 mit einem Magister Theologiae und im Jahr 2015 mit einem Lizenziat. 2016 wurde er zur Fortsetzung seiner Studien nach Rom entsandt, wo er 2020 am Päpstlichen Orientalischen Institut mit der Arbeit L’Aspetto spirituale nella formazione dei candidati al sacerdozio nella Chiesa Greco-Cattolica Ucraina nel periodo delle catacombe 1946 al 1989 („Der spirituelle Aspekt in der Ausbildung der Priesteramtskandidaten in der ukrainischen griechisch-katholischen Kirche in der Zeit der Katakomben zwischen 1946 und 1989“) im Fach Kirchengeschichte promoviert wurde. Ab dem 3. Dezember 2021 war Holinej Kanzler der Kurie des Apostolischen Exarchats Italien und ab 2022 zusätzlich Pfarrer der Personalpfarrei Madonna di Žyrovici e Santi martiri Sergio e Bacco in Rom. Darüber hinaus gehörte er dem Priesterrat des Apostolischen Exarchats Italien an.
Die Synode der ukrainisch griechisch-katholischen Bischöfe wählte ihn zum Weihbischof in Kolomyia. Dieser Wahl stimmte Papst Franziskus am 12. Juli 2023 zu und ernannte ihn zum Titularbischof von Abrittum. Der Großerzbischof von Kiew-Halytsch, Swjatoslaw Schewtschuk, spendete ihm am 20. August desselben Jahres in der Verklärungskathedrale in Kolomyja die Bischofsweihe; Mitkonsekratoren waren der Bischof von Kolomyia, Wassyl Iwassjuk, und der Apostolische Exarch von Italien, Dionisio Lachovicz OSBM.

## Schriften
- L’Aspetto spirituale nella formazione dei candidati al sacerdozio nella Chiesa Greco-Cattolica Ucraina nel periodo delle catacombe 1946 al 1989. Pontificio Istituto Orientale, Rom 2021.